# ستيف مارتن (سياسي أمريكي)
ستيف مارتن (بالإنجليزية: Stephen H. Martin)‏ هو سياسي أمريكي، ولد في 15 يونيو 1956 في مقاطعة تشيسترفيلد في الولايات المتحدة. حزبياً، نشط في الحزب الجمهوري. وقد انتخب عضو مجلس ولاية فرجينيا.

## وصلات خارجية
- الموقع الرسمي